# 이탈리아의 경제
이탈리아의 경제는 유럽 연합(EU)에서 세 번째로 큰 국가경제로 명목 GDP로는 세계 8위, GDP로는 12위이다. 이탈리아는 유럽 연합(EU), 유로존, OECD, G7, G20의 창립 회원국이며, 2016년에 5.14억 달러가 수출되는 등 세계 8위의 수출국이다. 가장 가까운 무역 관계는 유럽 연합의 다른 나라들과 주로 이루어지며, 유럽 연합은 이탈리아 전체 무역의 약 59%를 담당하고 있다. 시장점유율 1위는 독일(12.6%), 프랑스(11.1%), 미국(6.8%), 스위스(5.7%), 영국(4.7%), 스페인(4.4%) 순이다.
제2차 세계대전 이후 이탈리아는 세계대전의 결과로 심각한 타격을 받았던 농업기반 경제에서 세계 최첨단의 국가 중 하나로, 세계 무역과 수출의 선두 국가로 탈바꿈하였다.

## 같이 보기
- PIGS
- 이탈리아의 경제 기적